# Manuela Zehnder
Pour les articles homonymes, voir Zehnder.
Manuela Zehnder, née le 8 mai 1983 à Aadorf, est une joueuse professionnelle de squash représentant la Suisse. Elle atteint le 95e rang mondial en mars 2002, son meilleur classement. Elle remporte les championnats de Suisse à quatre reprises de 2002 à 2006.

## Biographie
En catégorie jeunes, elle remporte le British Junior Open moins de 17 ans en 2000 et les championnats d'Europe junior en 2002, battant Laura Lengthorn, future championne du monde et no 1 mondiale en finale. Elle est championne de Suisse à quatre reprises consécutivement de 2002 à 2005 mettant fin au règne de Agnès Müller.

## Palmarès

### Titres
- Championnats de Suisse : 4 titres (2002-2005)
- Championnats d'Europe junior : 2002